# Sergiu Radu
Sergiu Marian Radu (n. 10 august 1977) este un jucător român de fotbal retras din activitate. A evoluat pe postul de atacant.

## Cariera de fotbalist
A debutat în fotbalul profesionist la Jiul Petroșani, pentru care a jucat și primul meci în Divizia A, în august 1996. În 1998 a ajuns la Rapid București, iar trei ani mai târziu s-a transferat la FC Național. În 2003 a făcut pasul spre străinătate, semnând un contract cu echipa franceză Le Mans dar după o perioadă mai puțin fastă a revenit la FC Național. În 2005 a ajuns în a doua divizie germană, la Energie Cottbus, echipă pe care a ajutat-o să promoveze în Bundesliga cu cele 12 goluri marcate în 33 de meciuri. În primul sezon în Bundesliga a marcat 14 goluri în 34 de partide, fiind golgheterul echipei.
Performanțele sale l-au recomandat pentru un transfer la VfL Wolfsburg care l-a achiziționat pentru 2,2 milioane de euro. Nu s-a adaptat însă la "Verzi" și a fost împrumutat în două rânduri, la Stuttgart și Koln. În 2009 a revenit la Cottbus, iar în ianuarie 2011 s-a transferat la Alemannia Aachen.
A jucat un singur meci la echipa națională a României, în septembrie 2007, împotriva Belarusului.

## Performanțe

### Echipa de club
Rapid București
- Campionatul României: 1998–99
- Supercupa României: 1998–99